# Bruce Lampcov
Bruce Lampcov je americký hudební producent a zvukový inženýr. Narodil se v Detroitu a během své kariéry spolupracoval s mnoha hudebníky, mezi které patří například Bryan Ferry, Bruce Springsteen, Garland Jeffreys a Aimee Mann. Roku 1999 byl jedním z producentů alba Head Music skupiny Suede. Později byl ředitelem hudební společnosti Kobalt Music Group, kterou opustil v roce 2005.